# Pteromalus syrphi
Pteromalus syrphi is een vliesvleugelig insect uit de familie Pteromalidae. De wetenschappelijke naam is voor het eerst geldig gepubliceerd in 1820 door Dalman.